# Tibia (strumento musicale)
Le tibiae sono uno strumento musicale doppio a fiato in osso, canna, bronzo o d’argento della tipologia ad ancia sia doppia che singola. Simile all'aulós dell'antica Grecia, era utilizzato dai Romani. Il suo nome deriva dall'essere prodotto a partire dalla tibia di un animale, solitamente un ovino. Secondo Orazio le tibiae venivano costruite con ossa di asino.
Nel mondo romano, accompagnava il canto della nenia nei riti funebri.
Nella terminologia teatrale indica una canna di un organo da teatro.